# Малий Карашин
Ма́лий Караши́н — село Макарівської селищної громади Бучанського району Київської області.

## Історія
Детальніше див. Великий Карашин
Мешканці Великого і Малого Карашина взяли активну участь у повстанні надвірних козаків. Вони долучилися до повстанців полковника Івана Бондаренка.
Частина Карашина, що розкинулась трохи вище по р. Здвиж, відокремлена полем за півтори версти, називається Малим Карашином. У 1772 році в селі було 19 дворів. Село Новий Карашин (разом зі Старим Карашином) згадується при розгляді судової справи за право власності Карашинським ключем між поміщиками Юзефом Головінським і Антонієм Харлінським у 1787 р. У першій половині XIX ст. за обома Карашинами закріпилися назви «Великий» і «Малий».
В обох Карашинах в середині XIX століття проживало: 950 православних, 22 римо-католики, 11 євреїв. Малий Карашин, у кількості 214 десятин польової і 262 лісової землі визнаний в 1864 р. таким, що підлягає конфіскації. Згідно з нею в 1874 р. був конфіскований, а гроші, за продану Михайлові Івановичу Курдюмову землю, пішли згідно з ухвалою на сплату боргових зобов'язань попередньої власниці Іполітки Комаровичової.

## Люди
В селі народився Замковий Петро Володимирович — український історик.

## Галерея

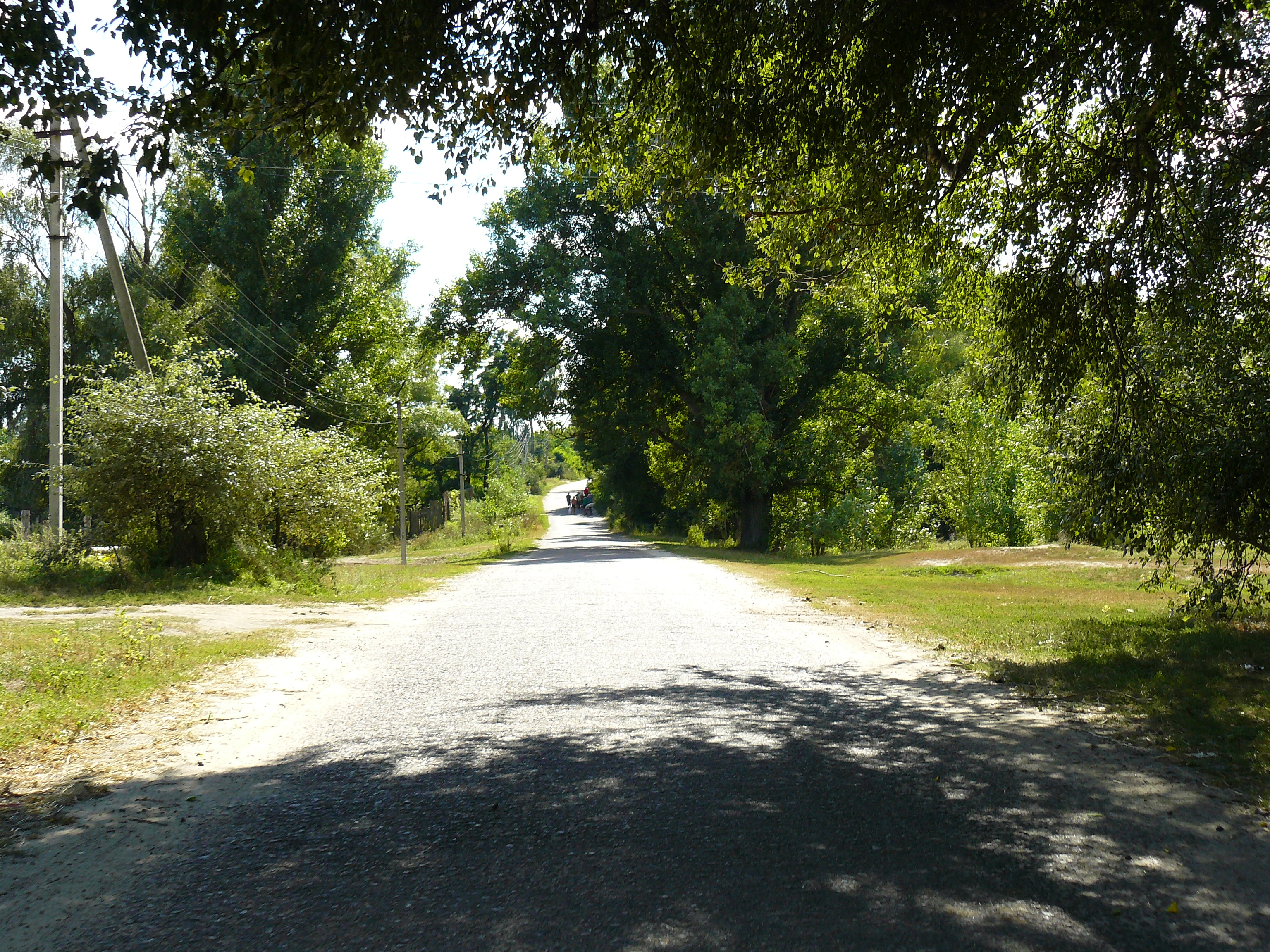
Малий Карашин
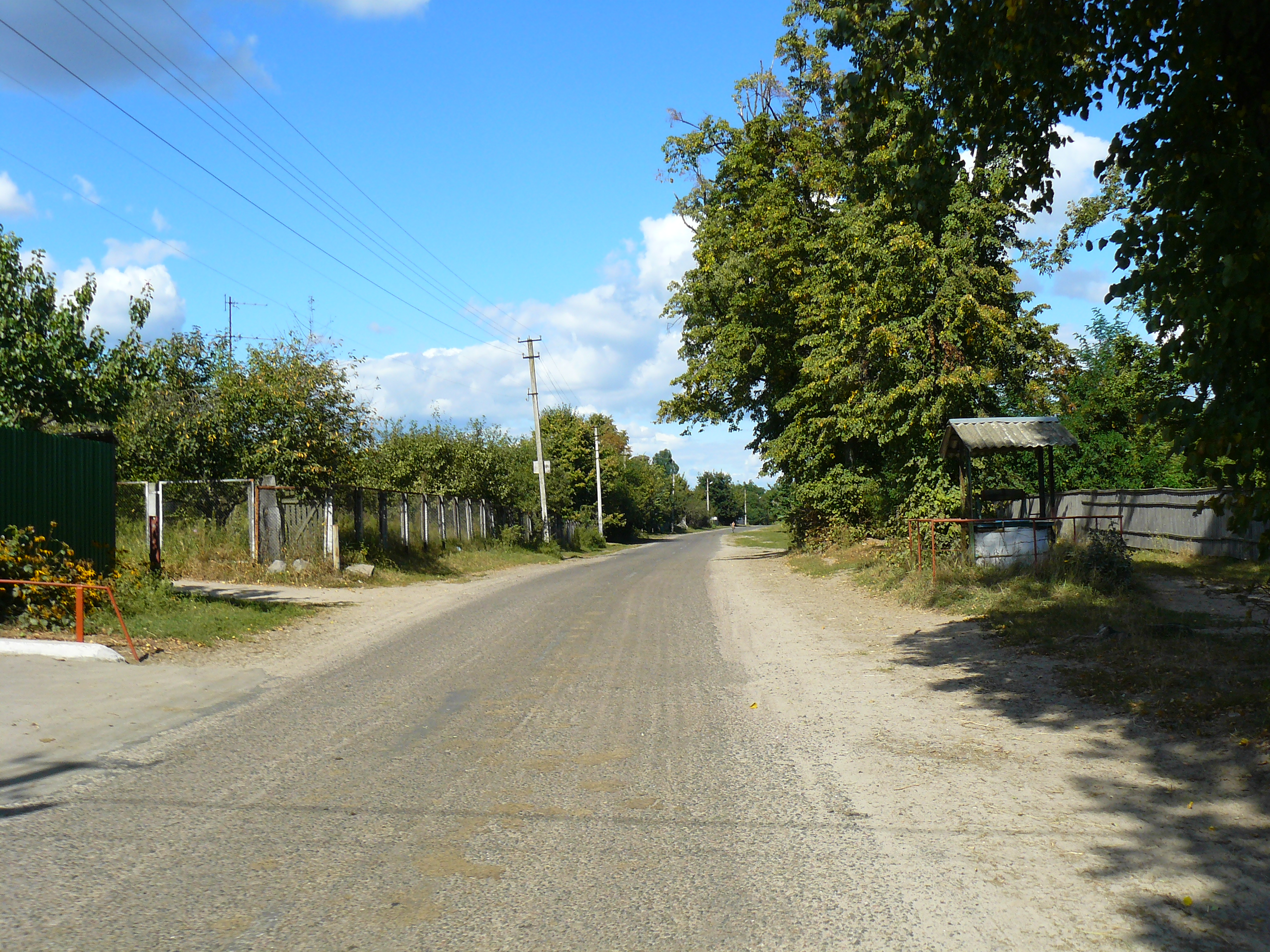
Вулиця села